# Feu vert (entreprise)
Pour les articles homonymes, voir Feu vert.
Feu vert est une entreprise française spécialisée dans l’entretien et la vente d’accessoires automobiles.

## Historique
L’enseigne Feu vert a été créée par André Arcan et frères en 1972 avec l’implantation d’un premier établissement dans la région lyonnaise, à Ecully, en s’appuyant sur le concept de libre-service, qui connaît alors un essor important en France. En 1979, Feu Vert lance l’activité atelier et adopte définitivement le concept de centre auto. Depuis, elle a intégré les centres auto de Casino en 1998 et de Carrefour en 2003. En 2000, le groupe Feu Vert rachète l’enseigne Mondial Pare-Brise.
En mars 2007, le Groupe Monnoyeur, propriétaire à 100 % du capital de Feu Vert, cède 66 % à CDC Capital Investissement (devenue Qualium en 2010), un fonds d'investissement filiale de la Caisse des dépôts et consignations. Au cours des dernières années, Feu Vert a développé ses outils en centres auto.
Le fonds Alpha Private Equity fund 6 prend le contrôle de la totalité du capital de la Holding Financière Cofidim, regroupant les enseignes Feu Vert, Feu Vert Services et Impex, en février 2016,.

## Le concept de «centre auto»
D’une surface moyenne de plus de 850 m2, les centres auto s’organisent autour de deux pôles d’activité distincts et complémentaires : le magasin en libre-service et l’atelier.

## Communication et identité visuelle

Ancien logo utilisé de 2009 à 2021.

À partir de 2005, un chat blanc aux yeux verts, nommé Ramsès, est utilisé dans les publicités de la marque.
Au printemps 2021, Feu Vert lance un casting sur son site internet afin de trouver une nouvelle mascotte et par conséquent remplacer Ramsès le chat. Ramsès n'est finalement pas remplacé.